# Jaglice
Jaglice (pol. hist. Gogolice) – wieś w Polsce położona w województwie zachodniopomorskim, w powiecie wałeckim, w gminie Człopa.

## Historia
Miejscowość pierwotnie związana była z Wielkopolską. Ma metrykę średniowieczną i istnieje co najmniej od XV wieku. Wymieniona w dokumencie z 1448 pod nazwą  Gogolicze, 1557 Gogolcza, 1565 Gogulcz, 1574 Gawelicz, 1581 Gogolcze, 1595 Jagelitz, 1944 Jaglitz.
Miejscowość była własnością szlachecką leżącą w dobrach Człopa i należała do lokalnej szlachty wielkopolskiej. W 1448 podkomorzy poznański Jan z Czarnkowa sprzedał podsędkowi poznańskiemu Dobrogostowi z Kolna wieś Goglicze, czyli obecne Jaglice; za 400 grzywien. W 1557 Piotr Czarnkowski syn Macieja w działach z braćmi otrzymał m.in. połowę Jaglic. W 1560 Wojciech Sędziwój Czarnkowski odstąpił Jerzemu Wedelskiemu z Frydlandu (obecnie Mirosławiec) połowę miasta Człopa oraz połowy wsi opustoszałych, w tym m.in. Jaglic, za 4000 talarów w srebrze z zastrzeżeniem prawa odkupu. W 1565 Wojciech Czarnkowski posiadał połowę dóbr Czarnków oraz połowę dóbr Człopa, w tym m.in. Jaglice. W 1574 sprzedał on swoje części tych miejscowości Wedigerowi von Osten. W 1581 Jadwiga Czarnkowska wdowa po Wojciechu Sędziwoju odnotowana została w regestach podatkowych jako płatnik podatków w Jaglicach od jednego łana sołeckiego, 17 kawałków roli, a także od 5 zagrodników, pastucha i 15 owiec.
W 1581 wieś leżała w powiecie poznańskim Korony Królestwa Polskiego w Rzeczypospolitej Obojga Narodów.
Po rozbiorach Polski miejscowość znalazła się w zaborze pruskim.
W latach 1975–1998 miejscowość administracyjnie należała do województwa pilskiego.

## Turystyka

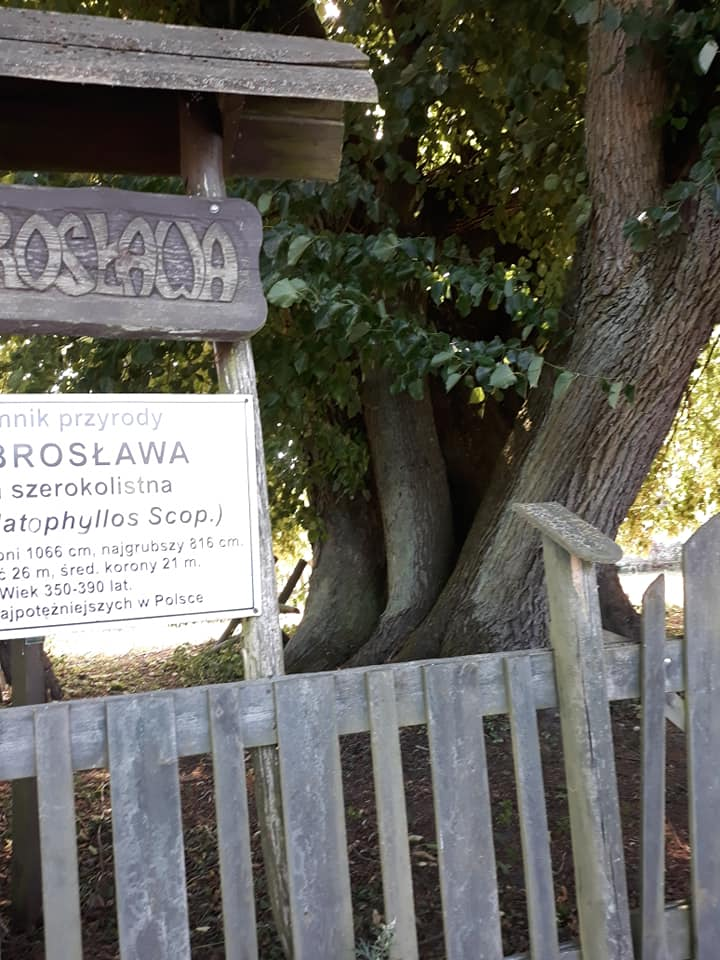
Lipa „Dobrosława”

W Jaglicach rośnie jedna z najgrubszych lip szerokolistnych w kraju – zwana „Dobrosławą”. To drzewo o obwodzie pnia 821 cm i wysokości 23 m, z koroną o szerokości 22 × 20 m (pomiary z 2011 roku). Wiek jest szacowany na około 370 lat (w 2016).
We wsi znajduje się kościół filialny pod wezwaniem Matki Bożej Wspomożenia Wiernych, podlegający parafii z Człopy. Wybudowany został pod koniec XIX wieku, do 1945 roku służył ewangelickim mieszkańcom. W okresie powojennym radzieccy wyzwoliciele wykorzystywali budynek jako stajnię i magazyn. Od 1947 roku kościół funkcjonuje jako świątynia katolicka. W kościele znajduje się także najmniejszy obszar chroniony w ramach sieci Natura 2000. Jest to jedna z większych kolonii nietoperza nocka dużego w północnej Polsce, zlokalizowana na strychu świątyni.